# Abildgaardia ovata
Espèce
Abildgaardia ovata est une espèce de plantes à fleurs de la famille des Cyperaceae.
C'est une herbe vivace. Son aire de répartition est tropicale et subtropicale.

## Description
Abildgaardia ovata est une plante herbacée vivace qui mesure jusqu'à 40-70 cm de long,. Il est courant de trouver des plantes de cette espèce avec un épillet à l'extrémité de ses scapes, mais elles peuvent présenter jusqu'à trois épillets comprimés latéralement et d'une longueur comprise entre 7-12 mm,. Son rhizome est court avec des bases durcies et feuillues.

## Répartition et habitat
Abildgaardia ovata est une espèce très répandue que l'on trouve en Afrique de l'Ouest, du Sud et de l'Est, en Floride, au Mexique, dans les Caraïbes, dans certains pays d'Amérique latine et comme mauvaise herbe en Asie et en Floride. C'est une espèce vivace qui pousse principalement dans le biome tropical humide dans les prairies boisées et humides.

## Utilisation
Abildgaardia ovata est utilisée comme aliment pour les animaux et comme médicament.

## Systématique
Le nom correct complet (avec auteur) de ce taxon est Abildgaardia ovata (Burm.f.) Kral. Le nom de genre provient de « Peter Christian Abildgaard », médecin naturaliste danois. L'épithète vient du latin « ovatus,-a » (en forme d’œuf)
L'espèce a été initialement classée dans le genre Carex sous le basionyme Carex ovata Burm.f..
Abildgaardia ovata a pour synonymes :
- Abildgaardia compressa J.Presl & C.Presl
- Abildgaardia indica (Rich.) Nees
- Abildgaardia javanensis Gand.
- Abildgaardia monostachya (L.) Vahl
- Abildgaardia monostachyos (L.) Vahl, 1806
- Abildgaardia rottboelliana Nees
- Abildgaardia rottboelliana Nees ex Hook. & Arn.
- Bulbostylis ovata (Burnat) Kral
- Carex ovata Burm.f.
- Cyperus caribaeus Pers.
- Cyperus indicus Rich.
- Cyperus indicus Rich. ex Pers.
- Cyperus monostachyos L.
- Fimbristylis compressa Fern.-Vill.
- Fimbristylis monostachya (L.) Hassk.
- Fimbristylis monostachyos (L.) Hassk., 1841
- Fimbristylis ovata (Burm.f.) J.Kern
- Iria caribea Steud.
- Iria indica (Rich.) Schult.
- Iria monostachya (L.) Kuntze
- Iriha monostachyos (L.) Kuntze
- Scirpus monostachyus (L.) Kuntze
- Scirpus schoenoides Roxb.
- Xyris brasiliensis Spreng.